# Prédios históricos de Triunfo

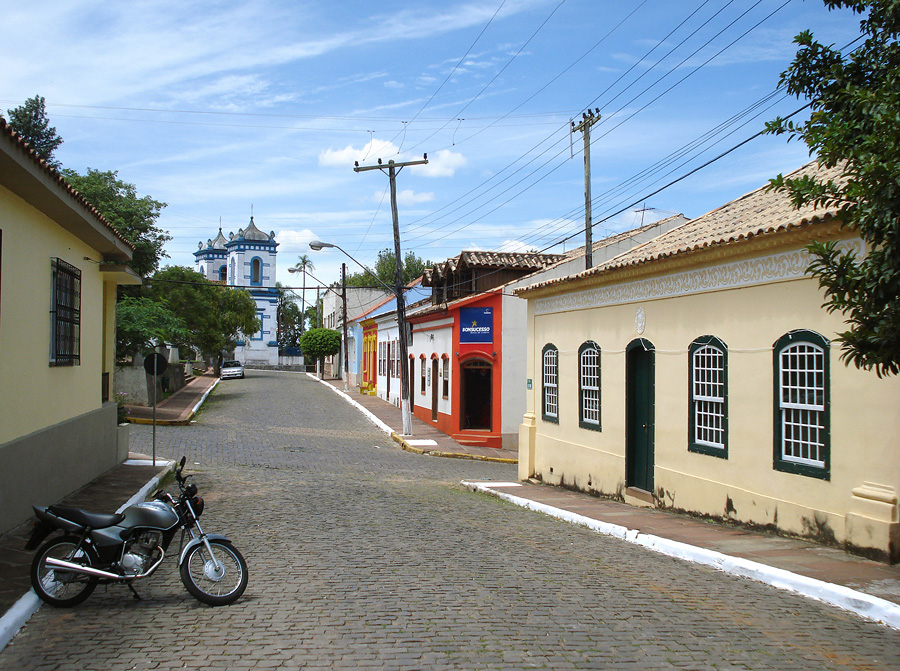
Casario colonial no centro histórico de Triunfo.

O prédios históricos de Triunfo, no Brasil, formam um expressivo corpo de arquitetura vernácula de herança luso-açoriana, um dos conjuntos mais importantes em seu tipo no estado do Rio Grande do Sul, por sua antiguidade, sua raridade e pela associação de alguns edifícios com figuras atuantes na Revolução Farroupilha. Triunfo é uma cidade histórica fundada em 1754, sendo das mais antigas do estado.

## Matriz do Senhor Bom Jesus do Triunfo

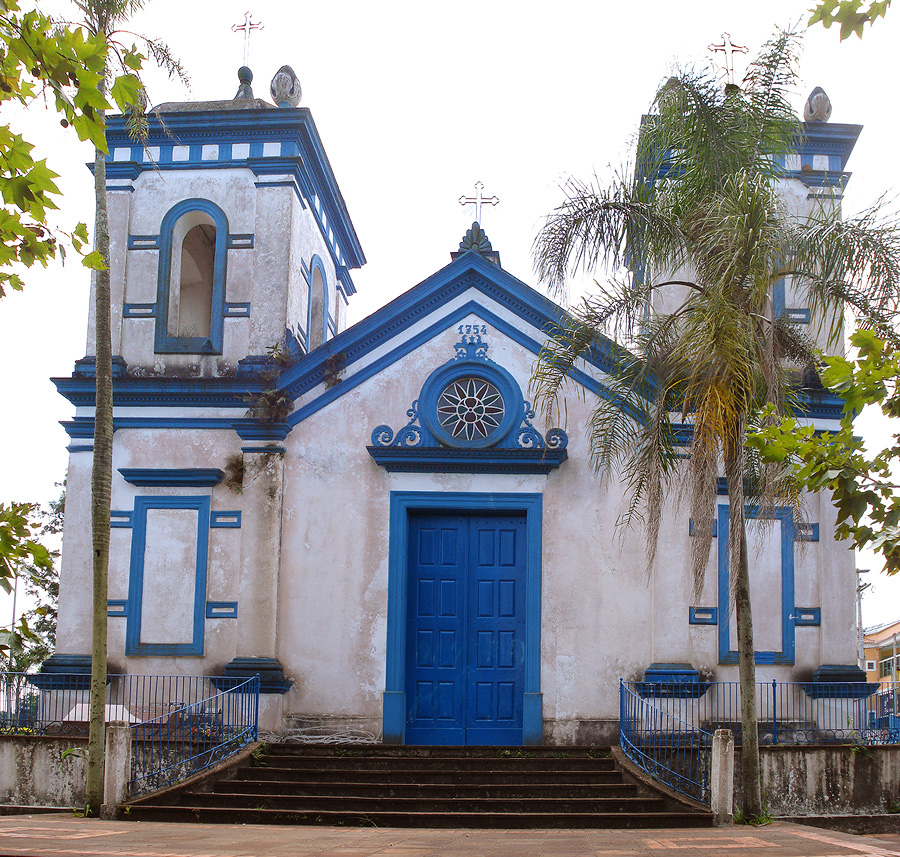
A Matriz do Bom Jesus.

Popularmente conhecida como Igreja Bom Jesus, foi erguida em 1754, sendo a sede da terceira paróquia mais antiga do estado. É de estilo barroco colonial, com dois atraentes altares, uma mesa de altar, portas emolduradas e um coro em madeira numa interpretação popular e despojada de um rococó tardio, dois altares neoclássicos, uma antiga pia batismal em pedra, além de significativa estatuária de origem portuguesa, mas boa parte da decoração original se perdeu ou foi modificada, inclusive o retábulo principal, todo perdido, e parte da estatuária foi repintada grosseiramente. Seu primeiro pároco foi Tomás Clarck, que a dirigiu entre 1757 até sua morte em 1779.

### Museu Farroupilha
Instalado na modesta casa onde nasceu Bento Gonçalves, oferece ao público um acervo eclético formado em torno da coleção privada de José Luiz de Freitas, com ênfase em peças relacionadas à Revolução Farroupilha, incluindo grande quantidade de armas. Possui também um grupo de artefatos indígenas, mobiliário, objetos de decoração antigos e outros itens doados pela comunidade.

### Prefeitura Municipal

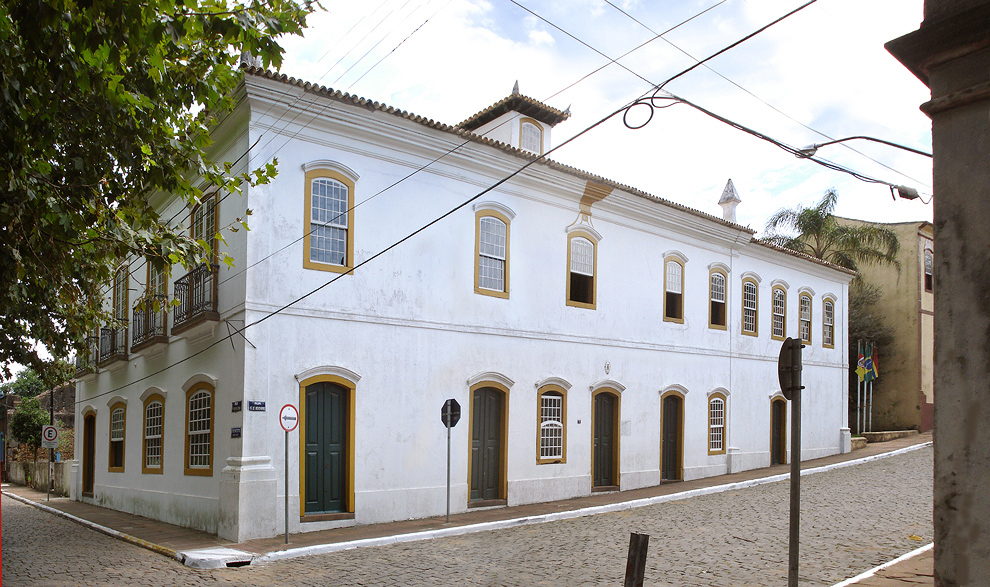
Prefeitura Municipal

Ocupa a antiga residência de Sabino Antônio da Cunha Pacheco, abastado líder comunitário. O casarão chegou a hospedar o Imperador Dom Pedro II e a Princesa Isabel. Foi adquirido em 1905 pela municipalidade, que o transformou na sede administrativa local. A construção, datada de 1821, é imponente, com dois pisos principais e uma pequena mansarda no centro. Sua fachada principal é voltada para o rio e sua aberturas no segundo plano possuem delicados gradis de ferro. Exemplar tipicamente português, com grossas paredes de pedra e argamassa de barro, interiores de madeira, janelas em arco com vidraças em guilhotina e esquadrias de madeira, uma série de portas no térreo e uma grossa cornija de arremate superior, sustentando um telhado sem platibanda. Pináculos nos cantos aumentam a impressão de majestade do solar.

### Teatro União

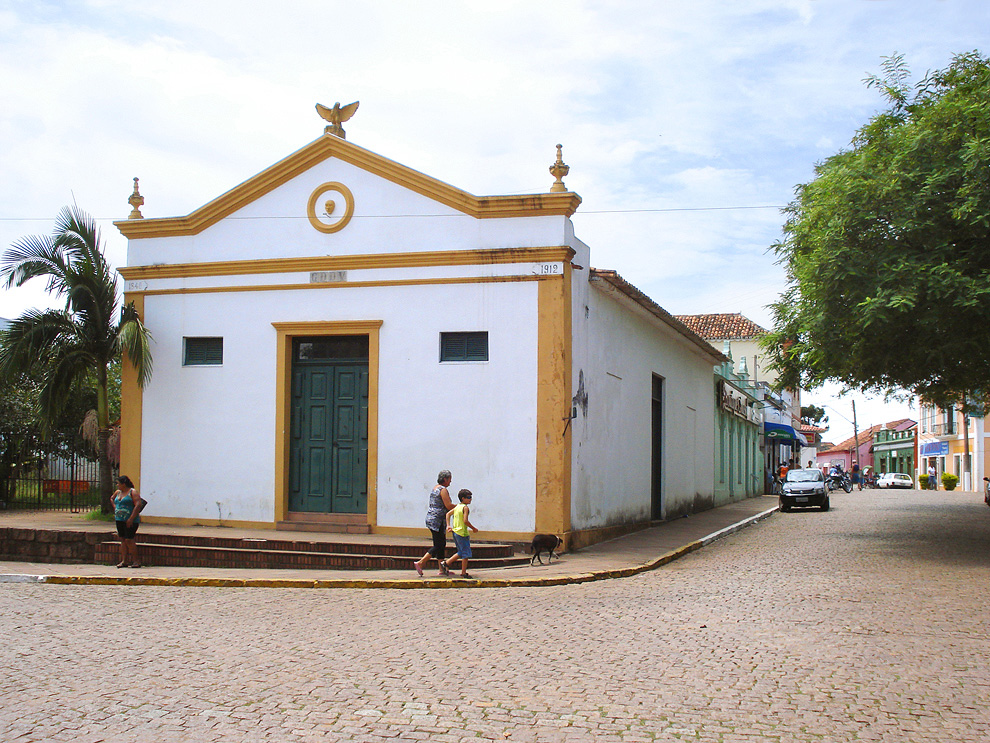
Teatro União

Foi o segundo teatro construído no estado, datando de 1848. Resultado de uma iniciativa da comunidade, liderada pelo deputado, líder local e revolucionário farrapo Luiz José Ribeiro Barreto. É uma edificação modesta mas interessante, constituída de um bloco único, com uma fachada neoclássica simplificada, onde aparece uma porta de entrada, uma pequena janela retangular elevada de cada lado, e um frontão triangular, onde existe um óculo cego com uma pequena máscara em relevo inscrita, de onde se projeta um suporte de ferro para uma tocha. Sobre o frontão, três acrotéria: dois vasos ornamentais nas extremidades e uma águia de asas abertas no centro. Foi completamente restaurado em 2004 e está em pleno funcionamento.

### Biblioteca Pública Municipal Coronel João Maia
Antigamente a moradia do padre José das Neves, é uma pequena casa térrea no alinhamento e com dois pisos nos fundos, aproveitando a declividade do terreno. Construída em 1858, de 1868 em diante pertenceu ao pároco local, e mais tarde foi adquirida pelo município para instalação de sua biblioteca. Sua fachada simples mostra um esquema tradicional de porta centralizada e duas janelas de cada lado, com bela caixilharia.

### Secretaria da Indústria e Comércio
Ali funcionou em outros tempos a Câmara Municipal de Triunfo, tendo sido construída por volta de 1832. Tradicional construção portuguesa-açoriana, mostra as usuais janelas em arco abatido com moldura de madeira. Tem um bloco principal em sobrado e um bloco anexo térreo, na esquina, o qual apresenta um detalhe adicional de um friso em motivo floral junto à cornija do beiral, emprestando mais leveza ao conjunto.

### Secretaria Municipal do Trabalho e Ação Social

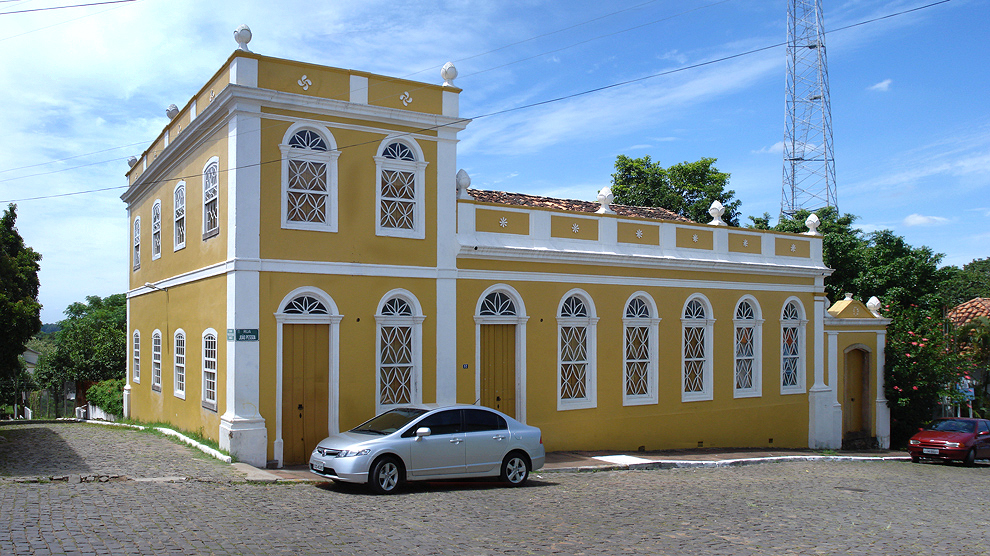
Secretaria Municipal do Trabalho e Ação Social

Funcionando num sobrado que pertenceu a Antônio Ferreira Canabarro, datando do século XIX. Elegante construção com dois pavimentos na esquina e apenas um na continuação da fachada. Apesar de linhas ainda de um barroco colonial, já mostra influência neoclássica pela presença de uma platibanda, ornamentada com pequenas rosáceas e pinhas no topo. Suas janelas e bandeiras das portas possuem delicado trabalho de caixilharia. Tem pilastras em destaque nos cantos e uma cornija de arremate superior, sob a platibanda. Um belo portal servia à entrada do terreno livre anexo.

### Secretaria Municipal de Turismo e Cultura
Instalada em um belo sobrado do início do século XIX, com sua típicas janelas em arco abatido, nela nasceu Jacinto Guedes da Luz, um dos comandantes Farroupilhas. Além de servir como sede da Secretaria, mantém uma Sala Açoriana, com um acervo de livros, artesanato e indumentária referente aos Açores, com diversas peças doadas pelo governo açoriano.

### Secretaria Municipal de Educação

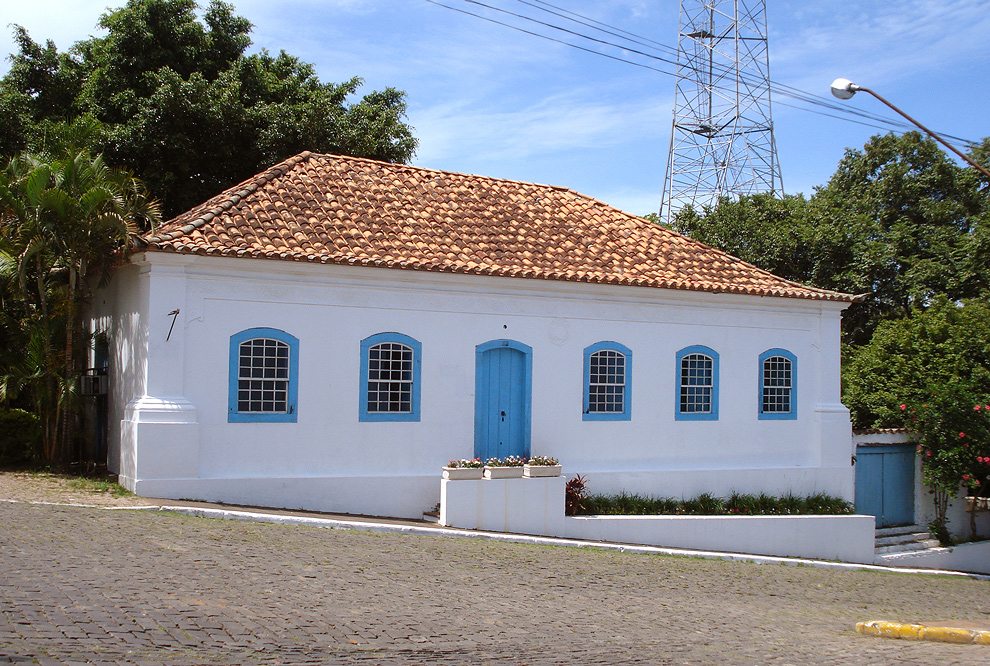
Secretaria Municipal de Educação

Construída nos primeiros tempos da cidade, ainda no século XVIII, pertenceu a Francisco Xavier Azambuja, genro de Jerônimo de Ornelas, e mais tarde foi adquirida por Luiz José Ribeiro Barreto, de quem o casarão deriva seu nome, sendo conhecido como Solar Barreto. Construção sólida e tradicional, levemente assimétrica, com um esquema de duas janelas, porta, três janelas, com grossas pilastras nas quinas e um elegante telhado em quatro águas com delicada curvatura e telhas em bico nas extremidades.

### Casa do Artesão
Originalmente propriedade de Jerônimo de Ornelas, que o construiu em meados do século XVIII. É uma residência simples mas com um interessante ritmo de volumes na fachada, e um belo telhado tradicional. Até há poucos anos ali residiu o conhecido artista gaúcho Olegário Triunfo. Hoje é um espaço de apoio e oficina para os artistas locais, com uma pequena loja de pinturas e artesanato.

### Casa de Qorpo Santo
Nela viveu o polêmico dramaturgo gaúcho Qorpo Santo.

## Conservação
O acervo arquitetônico de Triunfo está em bom estado geral de conservação, embora ao longo do tempo grande parte dos prédios tenha sofrido algum grau de descaracterização em relação à obra primitiva, e ainda apareçam alguns problemas pontuais, como os já referidos na seção sobre a Igreja. Um movimento de grande escala para a preservação do patrimônio edificado iniciou na década de 1970, depois da implantação do Polo Petroquímico no município, multiplicando suas receitas. Nasceu a consciência de que a cidade, agora tão pujante, precisava se mostrar bela, limpa, acolhedora para novos visitantes. Por um lado isso representou uma ameaça para o passado, pois muitas pessoas preferiram modernizar suas habitações antigas ou construir novas. Por outro, acendeu uma consciência oposta, a de que o passado local era rico o bastante para gerar interesse e receitas por si, e só precisava ser recuperado e posto em uso mais dinâmico. Essa visão alternativa foi fomentada por historiadores e professores locais, que fizeram um eficiente trabalho de divulgação, especialmente entre escolares, dos princípios patrimoniais, evidenciando a importância da arquitetura vernácula para o fortalecimento da identidade comunitária e o valor da conservação dos documentos originais — no caso, os edifícios antigos — para o correto conhecimento da história. Os governos municipais também colaboraram no movimento, adquirindo e restaurando muitos prédios e instalando neles secretarias e outros órgãos. Disso resultou a inclusão de cerca de 40 dos principais edifícios num inventário oficial, mas muitos outros também guardam interesse e são importantes em nome da preservação integral da antiga ambientação e paisagem urbana.
Entre as dificuldades podem ser contadas resistências de particulares na preservação de seus edifícios, como por exemplo a antiga casa de Qorpo Santo e a Capela do Império do Divino, cujos proprietários as deixaram longo tempo em processo de degradação mas se recusavam a vendê-las para a Prefeitura. A burocracia dos processos de tombamento, desapropriação ou restauro e os custos envolvidos costumam causar dificuldades adicionais para a preservação, especialmente se são casos de urgência.
Os agendamentos de visitas são realizadas através da Secretaria de Turismo e Cultura, bem como por guias locais.

## Outras imagens

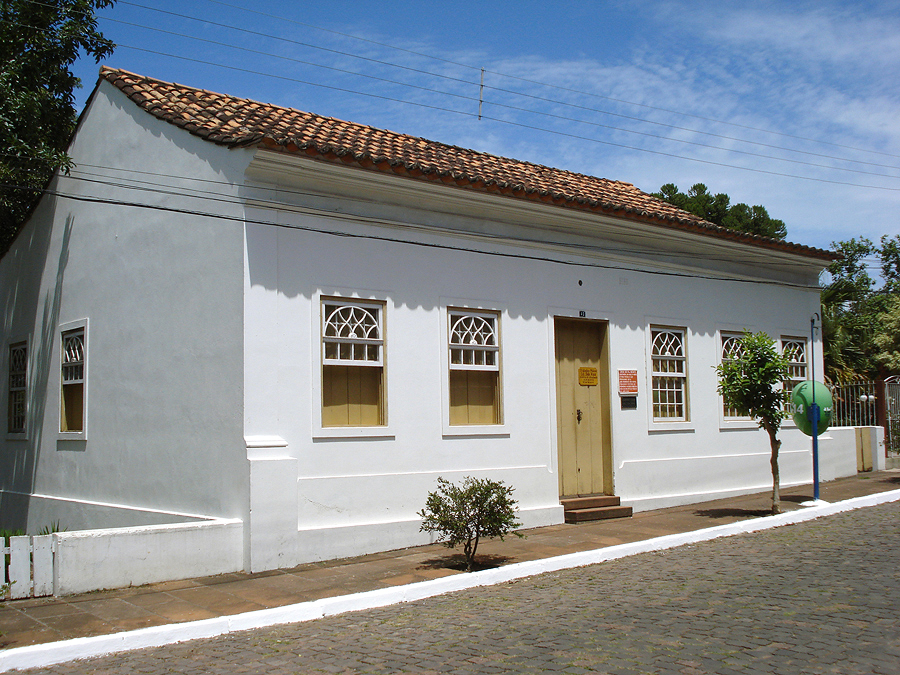
Biblioteca Municipal
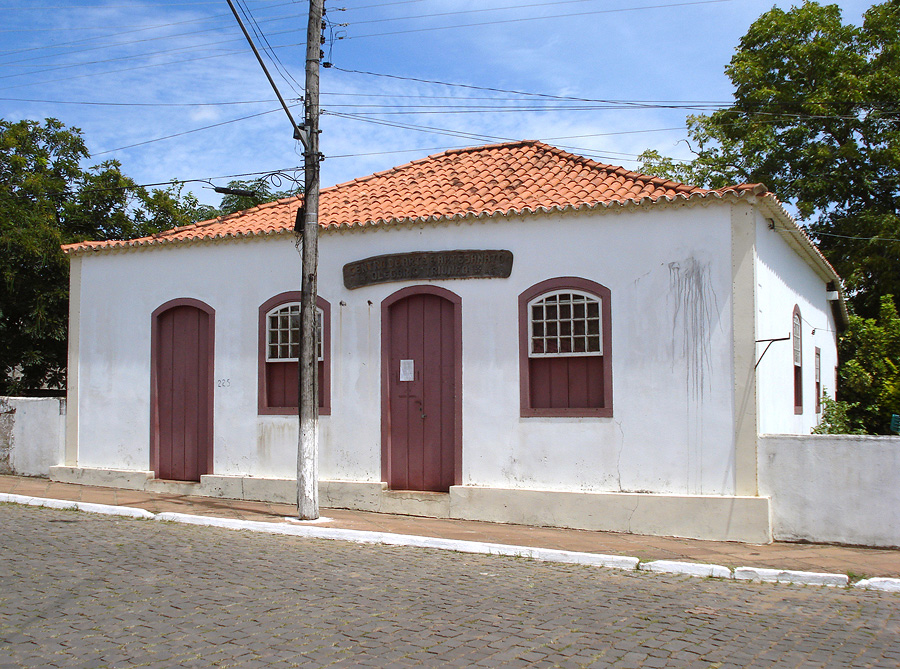
Casa do Artesão
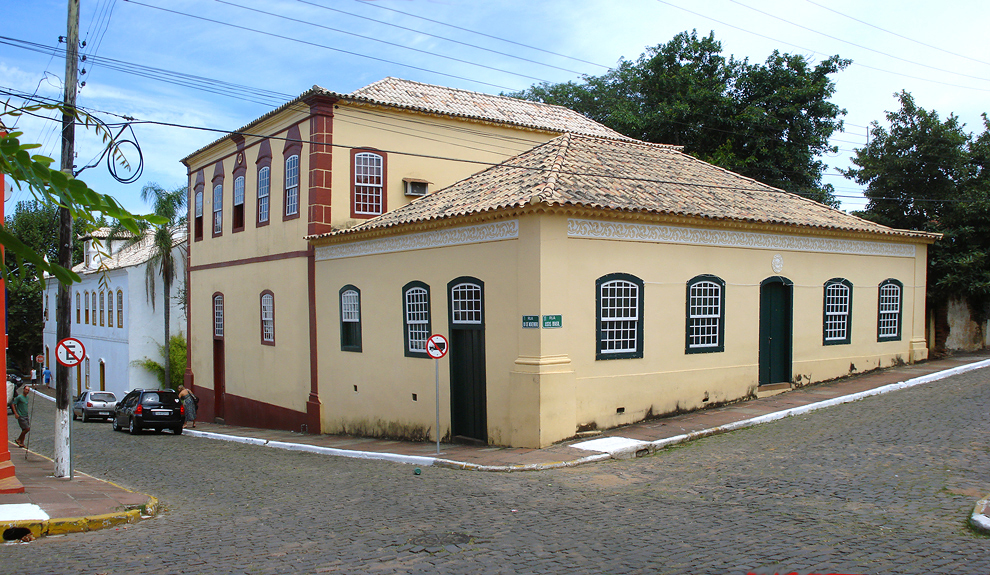
Secretaria da Indústria e Comércio
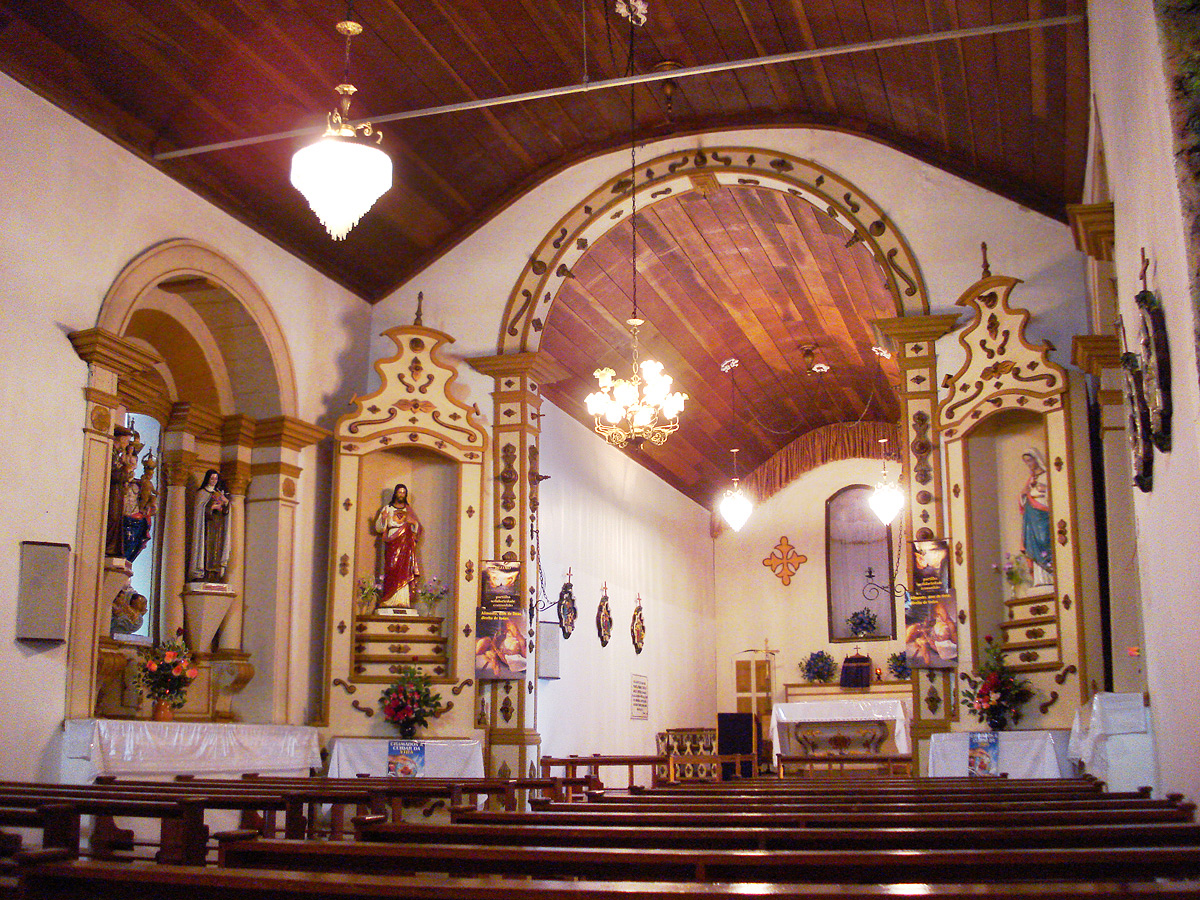
Interior da igreja.